# Nepovabljena
Nepovabljena (izvirni angleški naslov Uninvited) je ameriška psihološka grozljivka iz leta 2009, delo režiserjev The Guard Brothers. V njej igrajo Emily Browning, Elizabeth Banks, Arielle Kebbel in David Strathairn. Film je remake južnokorejske grozljivke Zgodba o dveh sestrah (Tale of Two Sisters), posneto po južnokorejski ljudski zgodbi. Film je prejel predvsem negativne kritike.

## Vsebina
Anna (Emily Browning) je preživela deset mesecev v psihiatrični bolnišnici zaradi poskusa samomora kmalu po tem, ko je njena mama umrla v požaru v uti za čolne. Po tem ko jo odpustijo se ne spomni ničesar v zvezi z dogodkom, vendar jo mučijo nočne more. Med pakiranjem Anno prestraši ena izmed pacientk. Kmalu zatem Anna zapusti bolnišnico s svojim očetom Stevenom (David Strathairn), pisateljem ki je svojo zadnjo knjigo posvetil Anni in njeni sestri.
Doma Anna ponovno sreča svojo sestro Alex (Arielle Kebbel), s katero sta si zelo blizu. Sestrama ni všeč Stevenovo novo dekle Rachel (Elizabeth Banks), ki je bila tudi mamina negovalka. Alex obtožuje očeta, da je spal z Rachel še takrat, ko je bila njuna mama živa in bolna v postelji, vendar se on na to ne odzove. Anna pove Alex, da so se ji začeli prikazovati prizori iz njenih sanj tudi ko je budna. Sestri postaneta prepričani, da so prividi v bistvu sporočila njune mame, da jo je ubila Rachel.
Anna se dobi s svojim starim fantom Mattom (Jesse Moss), ki ji pove da je videl kaj se je zgodilo tisto noč, ko je prišlo do požara. Odločita se, da se bosta dobila na skrivaj ponoči, vendar se Matt ne prikaže in Anna se vrne domov. V njeni sobi, se Anna zbudi, ko Matt spleza skozi okno v njeno sobo. Anna mu pove, da mora vedeti resnico, ker dobiva opozorila od svoje mame. Poljubita se, vendar se Mattov hrbet začne lomiti. Anna zbeži iz sobe in ko se vrne, ga ni več nikjer. Naslednje jutro Mattovo truplo povlečejo iz vode z zlomljenim hrbtom. Policija sumi, da je padel v vodo.
Ker sestri ne najdeta nobene povezave Rachel z zvezo medicinskih sester, začneta sumiti, da je ona pravzaprav Mildred Kemp, varuška ki je ubila tri otroke za katere je skrbela, saj je postala obsedena z njihovim očetom, ki je bil vdovec. Očeta skušata opozoriti, vendar ju on ne vzame resno in odide v službo. Dekleti skušata pridobiti čim več dokazov in jih pokazati policiji, vendar ju Rachel zaloti. Anna pobegne in odide na krajevno policijsko postajo, kjer ne verjamejo njenim trditvam in pokličejo Rachel, ki jo odpelje domov.
Rachel, da utrujeno Anno v posteljo. Anna opazi Alex z nožem vendar pade v nezavest. Ko se zbudi, ugotovi da je Alex z nožem ubila Rachel in njeno truplo odvrgla v smetnjak. Ko oče prispe domov, zgrožen sprašuje kaj se je zgodilo. Sestri mu povesta, da ju je Rachel skušala ubiti in da jo je Alex morala ubiti, da ju je zaščitila. Steven postane zmeden in pove, da je Alex umrla v požaru skupaj z njeno mamo. Anna nato spozna, da ne drži sestrine roke, ampak krvav nož s katerim je ubila Rachel.
Anna se končno spomni, kaj se je zgodilo tisto noč, ko je prišlo do požara. Potem, ko je našla očeta in Rachel skupaj v postelji, ju je hotela zažgati skupaj s hišo. Vendar je ponesreči zažgala uto za čolne in tako posledično ubila mamo in svojo sestro. Gledalci ugotovijo, da je Anna doživljala privide o Alex odkar je prišla iz psihiatrične bolnišnice. Nato se spomni, da je ubila tudi Matta, ki se je prikazal tisto noč, ko bi se morala dobiti, vendar mu je Anna pustila da je padel in si zlomil hrbet. Nazadnje se spomni, da je tudi ubila Rachel, ki je bila v bistvu bolj prijazna kot je Anna mislila.
Policija prispe, aretira Anno za umor in izpraša Stevena. Ta jim pojasni, da si je Rachel spremenila ime pred leti, da bi lahko ubežala nasilnemu fantu.
V psihiatrični ustanovi, Anna spet sreča pacientko, ki jo je prestrašila na dan njenega odhoda. Izkaže se, da je to bila Mildred Kemp.

## Igralci
- Emily Browning kot Anna
- Arielle Kebbel kot Alex
- Elizabeth Banks kot Rachel
- David Strathairn kot Steven
- Jesse Moss kot Matt
- Maya Massar kot Mama
- Kevin McNulty kot šerif Emery
- Lex Burnham kot Iris
- Danny Bristol kot Samuel
- Matthew Bristol kot David
- Don S. Davis kot Mr. Henson
- Heather Doerksen kot Mildred Kemp
- Dean Paul Gibson kot dr. Silberling